# 全日本吹奏楽連盟作曲コンクール
全日本吹奏楽連盟作曲コンクールは、全日本吹奏楽連盟が2008年度より2021年度まで開催していた作曲コンクール。若手邦人作曲家の発掘を目的に開催されていた。

## 規定
第1位受賞作品は、次年度の全日本吹奏楽コンクール 課題曲Vとして採用された。規定としては、中学を除く部門を対象とした3〜4分程度の、吹奏楽曲の開発を意図した現代的な作品とされていた。
行進曲の応募も認められていたが、行進曲が第1位を受賞したことは一度もなかった。その一方で、オスティナートを多用する作品は当選していた。本コンクールと同様に受賞・入選作品が課題曲となる朝日作曲賞と比較すると、応募総数は毎年多くなく、最終回の応募総数が17作であった。
編成はかつては(例)として多様な編成が望まれていたものの、現在はオーボエとファゴット2本が義務付けられ、変更可能箇所は打楽器、ピッコロ持ち替えフルートパートのみであった。題名にアラビア数字とローマ数字は使えるが、アルファベットは使用できなかった。
全日本吹奏楽連盟の2021年度7月理事会において、「当初の目的は十分に達成できたと考えられる」ことから、課題曲Vの廃止と当コンクールの公募停止が決議された。

## 受賞作品一覧
| 回 | 年           | 曲 名                                                 | 作 曲 者   |
| -- | ------------ | ----------------------------------------------------- | ---------- |
| 1  | 2009         | 躍動する魂 〜吹奏楽のための                           | 江原大介   |
| 2  | 2010         | 吹奏楽のためのスケルツォ 第2番 ≪夏≫                   | 鹿野草平   |
| 3  | 2011         | 「薔薇戦争」より 戦場にて                             | 山口哲人   |
| 4  | 2012         | 香り立つ刹那                                          | 長生淳     |
| 5  | 2013         | 流沙                                                  | 広瀬正憲   |
| 6  | 2014         | きみは林檎の樹を植える                                | 谷地村博人 |
| 7  | 2015         | 暁闇の宴                                              | 朴守賢     |
| 8  | 2016         | 焔                                                    | 島田尚美   |
| 9  | 2017         | メタモルフォーゼ〜吹奏楽のために                      | 川合清裕   |
| 10 | 2018         | エレウシスの祭儀                                      | 咲間貴裕   |
| 11 | 2019         | ビスマス・サイケデリア I                              | 日景貴文   |
| 12 | 2020(2021)年 | 吹奏楽のための『幻想曲』―アルノルト・シェーンベルク讃 | 尾方凜斗   |
| 13 | 2022         | 憂いの記憶―吹奏楽のための                             | 前川保     |